# Monsef Zerka
Monsef Zerka (en árabe: منصف زرقا‎, Orleans, Francia, 30 de agosto de 1981) es un exfutbolista de Marruecos nacido en Francia que jugaba en las posiciones de centrocampista, extremo y delantero.

## Carrera

### Club
| Periodo   | Club                    | Apariciones | Goles |
| --------- | ----------------------- | ----------- | ----- |
| 2001-2009 | AS Nancy                | 176         | 17    |
| 2009–2011 | FC Nantes               | 35          | 2     |
| 2011      | Iraklis FC              | 9           | 0     |
| 2011      | New England Revolution  | 7           | 2     |
| 2012      | FC Petrolul Ploieşti    | 12          | 2     |
| 2013–2014 | Tanjong Pagar United FC | 48          | 21    |

### Selección nacional
Zerka jugó en los Juegos Olímpicos de Atenas 2004, donde fue titular los 90 minutos en el primer partido, en el empate 0–0 ante Costa Rica. Jugó en la derrota por 1–2 ante Portugal de titular 72 minutos luego de ser reemplazado por Tajeddine Sami. No jugó en el tercer partido que ganó Marruecos 2-1 ante Irak.
A nivel de selección absoluta jugó en 10 ocasiones de 2001 a 2008 y anotó dos goles; uno de esos goles fue en la Copa Africana de Naciones 2008.

## Logros
- Ligue 2: 2004-05
- Copa de la Liga de Francia: 2006[6]